# Látrabjarg

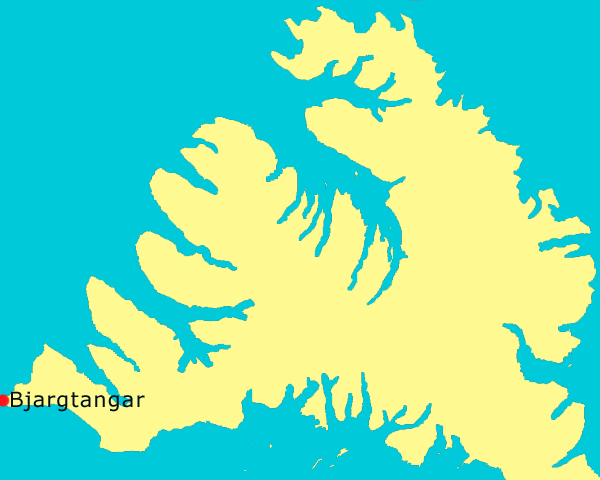
La posizione di Látrabjarg a Vestfirðir.

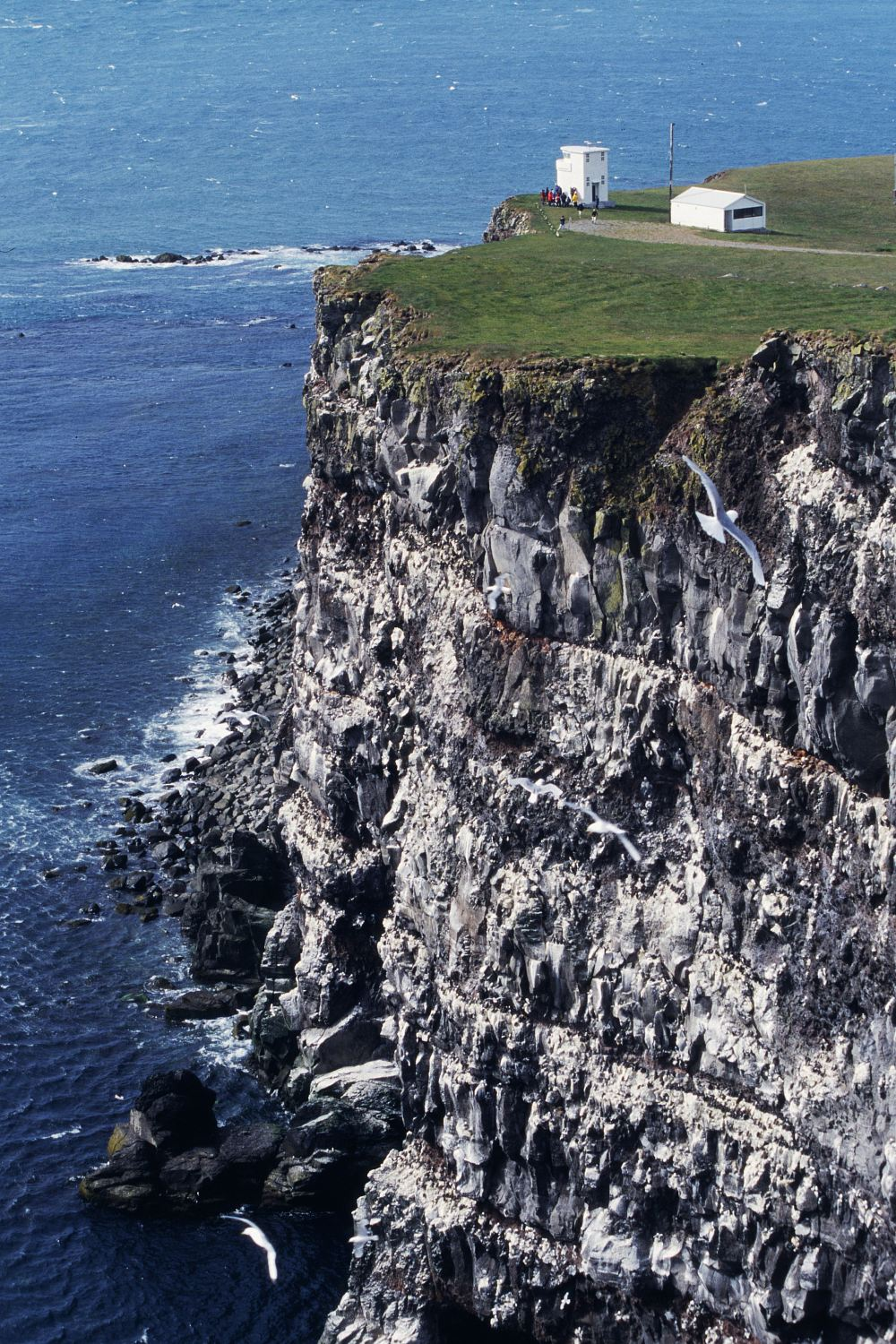
L'estremita occidentale della penisola, con il faro

Látrabjarg è l'estremità più occidentale dell'isola dell'Islanda ed è anche il punto più occidentale dell'Europa.
Sul lato sud è formata da una scogliera che passa dai 60 m s.l.m. a ovest fino a 441 m s.l.m. circa 5 km più a est.

## Origine del nome
Il nome con il quale è nota attualmente deriva da una delle tre proprietà agricole
che si spartiscono da secoli tale penisola.

## Capo Bjargtangar
Sul capo Bjargtangar sorge un faro costruito nel 1913 e poi ricostruito nel 1948; è alto 6 metri e situato a 24°31'44" ovest e 65°30'11" nord (valori indicati sulla targa del faro) a 60 m s.l.m..
Il faro è raggiungibile con una strada sterrata (n.612) di 45 km (dal bivio con la n.62 che collega Patreksfjörður).

## Avifauna
Látrabjarg è nota per le colonie di uccelli marini che vi covano in estate:
pulcinella di mare, 
fulmari, 
urie (Uria aalge aalge, compresa la variazione "dalle redini") e 
gazze marine.
Si possono osservare pure la volpe polare e foche.
I pascoli sono frequentati in estate da pecore con i loro agnelli (solitamente due agnelli per pecora, a volte due o più pecore pascolano insieme con i loro agnelli).
Le pulcinella di mare sono molto frequenti nei pressi del faro, mentre nelle parti alti della scogliera più alta (441 m) si osservano prevalentemente fulmari.

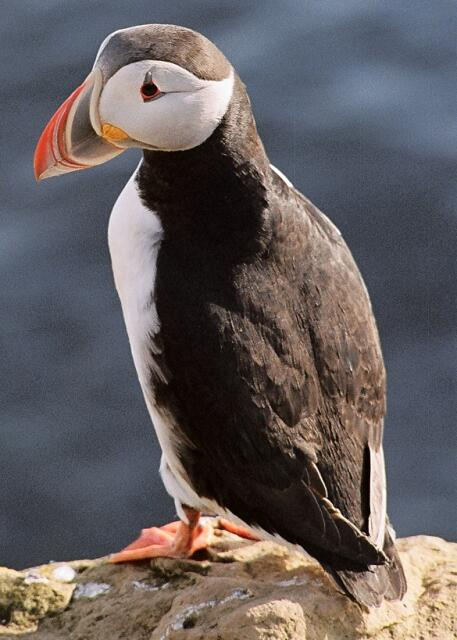
pulcinella di mare
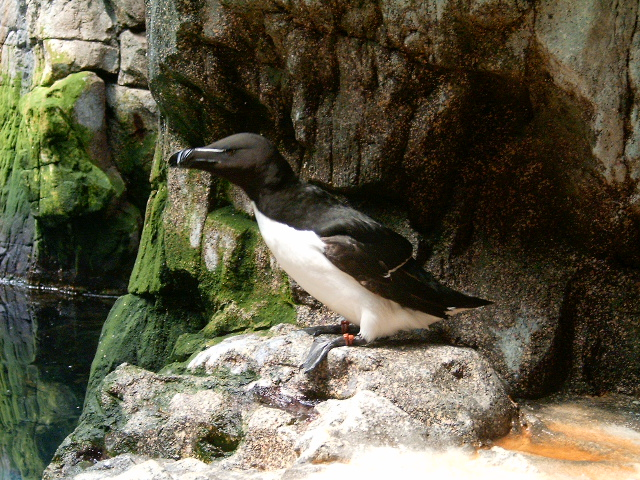
gazza di mare
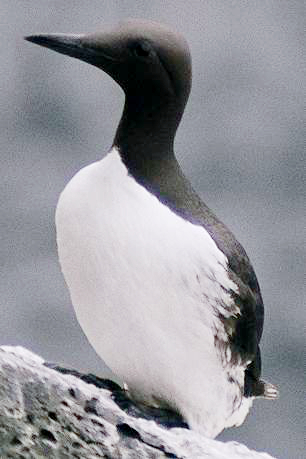
Uria
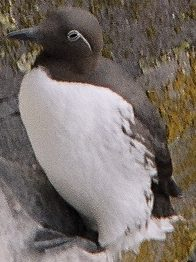
Uria "dalle redini"
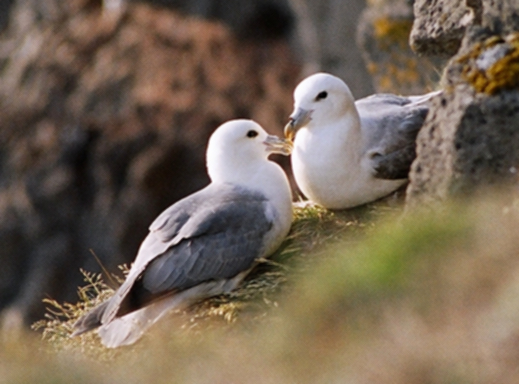
Coppia di Fulmari